# 飯吉光夫
飯吉 光夫（いいよし みつお、1935年2月15日 - ）は、日本のドイツ文学者、首都大学東京名誉教授。

## 経歴
満州・奉天生まれ。1959年、東京大学独文科卒業、1962年、同大学院修士課程修了。NHK国際局勤務を経て、1963年、國學院大學講師。1968年、東京都立大学 助教授。1973年から74年まで、ベルリン、パリに留学する。1987年、同大学教授、1998年、定年退官、名誉教授。
詩人パウル・ツェランを専門とし、そのほとんどを翻訳している。また、日本の現代詩についても評論を書いている。妻は翻訳家の川西芙沙。

## 著書
- 『パウル・ツェラン』（小沢書店） 1977
- 『傷ついた記憶 ベルリン、パリの作家』（筑摩書房） 1986
- 『パウル・ツェラン - ことばの光跡』（白水社） 2013

## 翻訳
- 『審判』（カフカ、三修社、ドイツの文学7） 1966、のちちくま文庫 1991
- 『配電盤 / 標柱』（ノサック、中央公論社、 世界の文学） 1971
- 『エンツェンスベルガー全詩集』（川村二郎, 種村季弘共訳、人文書院） 1971
- 『ギュンター・グラス詩集』（青土社、ユリイカ叢書） 1972
- 『春の嵐』（ヘッセ、集英社、世界文学全集） 1973
- 『エレクトラ』（ホーフマンスタール、河出書房新社、ホーフマンスタール選集4） 1973
- 『ドイツ 愛の詩集』（サンリオ出版） 1973
- 『決闘 / 歩いている三人の会話』（ペーター・ヴァイス、藤川芳朗共訳、白水社） 1976
- 『わたしの旅はどこへ?』（ヘルマン・ヘッセ、サンリオ） 1977
- 『残酷な女たち』（マゾッホ、桃源社、マゾッホ選集2） 1977、のち河出文庫 2004
- 『はるかなる恋人へ』（ゲーテ、サンリオ） 1978
- 『トルクワト・タッソー』（ゲーテ、集英社、世界文学全集） 1979
- 『ロマン派からの飛翔 ブレンターノの詩法』（ハンス・マグヌス・エンツェンスベルガー、朝日出版社、エピステーメー叢書） 1980
- 『冷血の地』（ミオドラグ・ブラトーヴィッチ、集英社） 1981
- 『手紙 ヘッセ詩集』（サンリオ） 1983
- 『E・ケストナーの人生処方箋』正・続（思潮社） 1985 - 1986、のち詩の森文庫 2013
- 『うさちゃんたいへん』（リロ・フロム、ほるぷ出版） 1985
- 『舞台・ベルリン あるドイツ日記1945/48』（ルート・アンドレーアス＝フリードリヒ、朝日イブニングニュース社） 1986、のち朝日選書 1988
- 『敗れた者たち 』（ペーター・ヴァイス、筑摩書房） 1987
- 『エンデのいたずらっ子の本』（ミヒャエル・エンデ、川西芙沙共訳、岩波書店） 1987
- 『卒業論文 ブレンターノの抒情作品 - ドイツ・ロマン派の詩学 』（H・M・エンツェンスベルガー、朝日出版社） 1987
- 『ヴァルザーの小さな世界』（ローベルト・ヴァルザー、筑摩叢書） 1989
- 『シボレート パウル・ツェランのために』（ジャック・デリダ、小林康夫, 守中高明共訳、岩波書店） 1990
- 『詩に親しむ 現代ドイツ対訳詩集』（大学書林） 1990
- 『陶酔論』（ヴァルター・ベンヤミン、晶文社） 1992
- 『ベルリン・レミニセンス』（ヴァルター・ヘレラー、思潮社） 1992
- 『僕の緑の芝生』（ギュンター・グラス、小沢書店） 1993
- 『騎手マテオの最後の騎乗』（フリードリヒ・トールベルク、集英社） 1993
- 『ティモと沼の精』（アンゲラ・ゾンマー＝ボーデンブルク、くもん出版） 1993
- 『南仏ラロックの旅人』（マティアス・アルテンブルク、講談社） 1995
- 『世界の名詩を読みかえす』（いそっぷ社） 2002
- 『ヴァルザーの詩と小品』（ローベルト・ヴァルザー、みすず書房、大人の本棚） 2003
- 『本を読まない人への贈り物』（ギュンター・グラス、西村書店） 2007
- 『廃墟のドイツ1947: 47年グループ銘々伝』（ハンス・ヴェルナー・リヒター、河出書房新社） 2015

### パウル・ツェラン
- 『パウル・ツェラーン』（新潮社、世界詩人全集22） 1969
- 『迫る光 パウル・ツェラン詩集』（思潮社） 1972
- 『死のフーガ パウル・ツエラン詩集』（思潮社） 1972
- 『パウル・ツェラン詩集』（思潮社） 1975
- 『雪の区域』（パウル・ツェラン、静地社） 1985
- 『パウル・ツェラン詩論集』（静地社） 1986
- 『罌粟と記憶』（パウル・ツェラン、静地社） 1989
- 『誰でもないものの薔薇』（パウル・ツェラン、静地社） 1990
- 『ことばの格子』（パウル・ツェラン、書肆山田） 1990
- 『閾から閾へ パウル・ツェラン詩集』（思潮社） 1990
- 『息のめぐらし』（パウル・ツェラン、静地社） 1992
- 『パウル・ツェラン詩集』（小沢書店、双書・20世紀の詩人） 1993
- 『パウル・ツェラン / ネリー・ザックス 『往復書簡』』（青磁ビブロス） 1996
- 『絲の太陽たち』（パウル・ツェラン、ビブロス） 1997
- 『遺稿からの詩篇』（パウル・ツェラン、ビブロス） 2000